# Maria Pompeu
Maria Pompeu (Rio de Janeiro, 27 de outubro de 1936) é uma atriz e ex-vedete brasileira. Maria atuou em mais de 25 filmes.

## Biografia
Filha única de pais separados, Maria era muito controlada pela mãe, devido aos padrões da época. A paixão de Maria Pompeu pelo teatro foi descoberta quase por acaso na infância, em aulas de Paschoal Carlos Magno no Teatro Duse. Na adolescência, teve que encarar a resistência da mãe para continuar atuando. Trabalhou em um banco para pagar o curso na Federação Brasileira de Teatro, onde teve aulas com Dulcina de Moraes e Henriette Morineau.
Começou atuando no teatro amador em 1952, sob a direção de Pascoal Carlos Magno. Em 1955, Maria estreou profissionalmente nos palcos em Diálogo das Carmelitas, com direção de Flaminio Bollini Cerri. Em 1958, integrou o elenco do Teatro Brasileiro de Comédia (TBC) e, no ano seguinte, conquistou um contrato de um ano com a TV Tupi. Maria Pompeu chegou a assumir a presidência do Sindicato de Artistas e Técnicos do Rio de Janeiro em 1981 e a batalhar pela consolidação da regulamentação do ofício do ator. Maria mora no bairro de Copacabana.

## Carreira

### Televisão
| Ano     | Título                     | Personagem             | Notas                             | Emissora     |
| ------- | -------------------------- | ---------------------- | --------------------------------- | ------------ |
| 1959    | Teatrinho Trol             | Vários personagens     |                                   | Rede Tupi    |
| 1959    | Grande Teatro Tupi         | Vários personagens     |                                   | Rede Tupi    |
| 1963    | A, E, I, O... Urca         | Loira                  |                                   | Rede Tupi    |
| 1968    | A Grande Mentira           | Gina                   |                                   | Rede Globo   |
| 1969    | Rosa Rebelde               | Soledad Navarro        |                                   | Rede Globo   |
| 1969    | Verão Vermelho             | Beatriz                |                                   | Rede Globo   |
| 1970    | Assim na Terra como no Céu | Marisa                 |                                   | Rede Globo   |
| 1973    | João da Silva              | Camareira              |                                   | TVE Brasil   |
| 1974    | O Espigão                  | Leda                   |                                   | Rede Globo   |
| 1975    | Pecado Capital             | Djanira                |                                   | Rede Globo   |
| 1976    | Saramandaia                | Ana Bruta              |                                   | Rede Globo   |
| 1977    | À Sombra dos Laranjais     | Fátima                 |                                   | Rede Globo   |
| 1977    | Nina                       | Clorinda               |                                   | Rede Globo   |
| 1979    | Plantão de Polícia         | Lindalva               | Episódio: "Sete Dias Para Morrer" | Rede Globo   |
| 1980    | Marina                     | Matilde                |                                   | Rede Globo   |
| 1982    | O Homem Proibido           | Amélia                 |                                   | Rede Globo   |
| 1994    | Você Decide                | —                      | Episódio: "A Expulsão do Paraíso" | Rede Globo   |
| 1996    | Você Decide                | Penha                  | Episódio: "Um Mundo Cão"          | Rede Globo   |
| 1997    | Caça Talentos              | Dona Selma             |                                   | Rede Globo   |
| 2001    | Estrela-Guia               | Nenzinha               |                                   | Rede Globo   |
| 2004    | Da Cor do Pecado           | Dinah                  |                                   | Rede Globo   |
| 2005    | Prova de Amor              | Ana                    |                                   | RecordTV     |
| 2006    | Belíssima                  | Ela mesma              | Participação especial             | Rede Globo   |
| 2006    | Pé na Jaca                 | Assistente social      |                                   | Rede Globo   |
| 2008    | Queridos Amigos            | Cidinha                |                                   | Rede Globo   |
| 2008    | Ciranda de Pedra           | Joaquina               |                                   | Rede Globo   |
| 2010    | Força-Tarefa               | Dona Candinha          | Episódio: "Lista Negra"           | Rede Globo   |
| 2011    | O Astro                    | Dalva                  |                                   | Rede Globo   |
| 2012    | Cheias de Charme           | Voleide Alves          |                                   | Rede Globo   |
| 2013    | Louco por Elas             | Veridiana              |                                   | Rede Globo   |
| 2013    | Flor do Caribe             | Recepcionista do hotel |                                   | Rede Globo   |
| 2014    | Em Família                 | Wanda                  |                                   | Rede Globo   |
| 2019    | Shippados                  | Rosa                   | Episódio: "Logados" e "Linkados"  | Globoplay    |
| 2020-21 | Perdido                    | Dona Idalina           | 4 episódios                       | Canal Brasil |

### No cinema
| Ano  | Título                                        | Personagem             |
| ---- | --------------------------------------------- | ---------------------- |
| 1959 | Amor para Três                                | Luísa                  |
| 1963 | Crime no Sacopã                               | —                      |
| 1963 | Boca de Ouro                                  | Socialite 1            |
| 1963 | Quero essa mulher assim mesmo                 | —                      |
| 1965 | No Tempo dos Bravos                           | —                      |
| 1965 | Crime de Amor                                 | Marlí                  |
| 1965 | A Um Pulo da Morte                            | Olga                   |
| 1968 | O Rei da Pilantragem                          | —                      |
| 1968 | As Aventuras de Chico Valente                 | Etelvina               |
| 1969 | A Penúltima Donzela                           | —                      |
| 1969 | Os Paqueras                                   | —                      |
| 1969 | O Diabo Mora no Sangue                        | Luísa                  |
| 1970 | Simeão, o Boêmio                              | Solteirona             |
| 1970 | Pais Quadrados... Filhos Avançados            | Cláudia                |
| 1970 | O Bolão                                       | —                      |
| 1971 | O Pecado de Marta                             | —                      |
| 1971 | A Casa Assassinada                            | —                      |
| 1971 | Como Ganhar na Loteria sem Perder a Esportiva | Neuza                  |
| 1972 | Som, Amor e Curtição                          | —                      |
| 1973 | Como É Boa Nossa Empregada                    | Mãe de Bebeto          |
| 1973 | O Judoka                                      | Tia Lilu               |
| 1978 | O Namorador                                   | —                      |
| 1980 | O Grande Palhaço                              | Cigana                 |
| 1981 | A Mulher Sensual                              | Hilda                  |
| 1981 | A Rainha do Rádio                             | Marilda                |
| 1981 | O Torturador                                  | —                      |
| 1982 | Ao Sul do Meu Corpo                           | —                      |
| 1982 | Tensão no Rio                                 | Enfermeira             |
| 1997 | O Homem Nu                                    | —                      |
| 1999 | O Viajante                                    | Mulher do Farmacêutico |
| 2014 | Tempos Idos                                   | Gilda                  |
| 2018 | Minha Vida em Marte                           | Senhora no velório     |
| 2021 | Quem Vai Ficar com Mário?                     | Gerusa                 |

## No Teatro[12][13]
- 1952 - Lázaro
- 1952 - Treze Degraus para Baixo
- 1953 - A Revolta dos Brinquedos
- 1954 - Da Mesma Argila
- 1954 - Hécuba
- 1955 - Diálogo das Carmelitas
- 1955 – Viagem Feliz de Trenton a Camden
- 1956 - Chapeuzinho Vermelho
- 1957 - É do Amor que se Trata
- 1957 - Loucuras de Mamãe
- 1957 - Adorável Júlia
- 1958 – Pif-Paf
- 1958 – Dama de Copas
- 1958 – Treze à Mesa
- 1958 – Quartos Separados
- 1958 – Rua São Luiz 27, 8º andar
- 1960 – Retrato de Madona
- 1960 – Revolução na América do Sul
- 1960 – A Raposa e as Uvas
- 1960 – Ferido, Enganado e Satisfeito
- 1961 – A Cegonha se Diverte
- 1961 – Sortilégio de Amor
- 1961 – O Caminho de Nazaré a Belém
- 1962 – Elas Atacam pelo Telefone
- 1962 – Loucuras de Mamãe
- 1962 – Doze Biquínis
- 1963 – Roleta Paulista
- 1963 – Chica da Silva
- 1963 – A Escada
- 1963 – Boeing Boeing
- 1964 – O Teu Cabelo Não Nega
- 1964 – Amor a Oito Mãos
- 1964 – A Noite de Dezesseis de Janeiro
- 1964 – Tem Shakespeare no Samba
- 1965 – Pirlipatinha e o Quebra Nozes
- 1968 – O Apocalipse ou O Capeta de Caruaru
- 1970 – O Balcão
- 1971 – Em Família
- 1971 – A Casa de Bernarda Alba
- 1971 – Rítmos e Cores
- 1972 – Transas e Tranças
- 1973 – Feira do Autor
- 1973 – Reencontro Drummond Todo o Dia
- 1974 – Esses Jovens Sonhadores e seus Caminhos Maravilhosos
- 1974 – A Gaiola das Loucas
- 1975 – A Farsa da Boa Preguiça
- 1975 – E Deus Criou a Varoa
- 1976 – Arena Conta Zumbi
- 1978 – Conversa Entre Mulheres
- 1978 – Fero-Cidade
- 1978 – A Burguesa Isaura
- 1980 – Toalhas Quentes
- 1981 – Calúnia
- 1982 – Dramaturgia Brasileira Hoje
- 1983 – O Chapeuzinho Vermelho
- 1983 – As Certinhas do Lalau
- 1985 – Cegonha? que Cegonha?
- 1985 – Piaf
- 1986 – Para Sempre Borralheira
- 1986 – Teatraokê
- 1986 – Pas de Deux
- 1987 – The Third Bank of the River
- 1988 – O estado da folha
- 1988 – Natal na Praça
- 1988 – Extravagância
- 1989 – Transmita Solidariedade
- 1989 – Quem te fez Saber que Estavas Nu?
- 1989 – Nossa Cidade
- 1988 – Saias e Bocas
- 1990 – Vida-Mulher
- 1991 – O Empadão
- 1991 – Algemas do Ódio
- 1991 – O Memorando
- 1992 - Essa História é uma Parada
- 1992 – Doroteia
- 1993 – O Fiel Camareiro
- 1993 – Se Todos Fossem Iguais ao Moraes
- 1993 – A Noite
- 1994 – Retratos e Retalhos
- 1994 – Imortal, Posto que ainda é Chama
- 1998 – Branca de Neve
- 1998 – Contando e Cantando o Natal
- 1999 – Rio de Estácio a Jobim
- 2000 – Caras e Tons do Brasil
- 2000 – Drama in Class: Red Carnations, Admit One e Girls in their Summer Dresses
- 2001 – Cecília Centenária
- 2001 – Obsessões
- 2001 – Amor, Feminino, Plural
- 2002 – E Agora Drummond?
- 2006 – Quintana e outros Gaúchos
- 2006 – Tributo a Maysa e Altemar
- 2007 – A Vida É Uma Ópera
- 2013 – São 100 Vinícius
- 2016 – A Era da Comunicação